# Spytihněv Šorm
Spytihněv Šorm (6. prosince 1914 Hradec Králové – 29. března 1990 Praha) byl český houslista, koncertní mistr orchestru Národního divadla a houslový pedagog.

## Životopis
Hře na housle se začal učit od pěti let. Na Pražské konzervatoři byl v letech 1932 až 1936 žákem Rudolfa Reissiga, s nímž spolupracoval soukromě i rok po absolutoriu. Ve studiu pokračoval na mistrovské škole u Jindřicha Felda (1939–1941). V letech 1941–1975 byl prvním koncertním mistrem orchestru Národního divadla v Praze. Značná byla jeho koncertní činnost sólistická v Praze i mimo Prahu, často vystupoval v rozhlase doma i v zahraničí. V roce 1947 vystoupil na koncertu dirigenta Jaroslava Krombholce v Kodani. V letech 1954 a 1955 účinkoval v Moskvě, v roce 1961 se účastnil zájezdů do Bulharska a Rumunska. Byl členem Českého klavírního kvarteta, Kvarteta Národního divadla a Pražského klavírního tria.
Velice se zajímal o houslovou pedagogiku, kterou studoval nějaký čas v Moskvě u profesora Jampolského. Jeho životní touha vyučovat na Pražské konzervatoři se mu nesplnila, tak už nepříliš mladý dojížděl učit na JAMU v Brně a dva roky vyučoval hru na housle na Vysoké hudební škole v norském Bergenu.